# Vauda Canavese
Vauda Canavese es una comune italiana situada en la ciudad metropolitana de Turín, en Piamonte. Tiene una población estimada, a fines de agosto de 2022, de 1428 habitantes.

## Evolución demográfica
| Gráfica de evolución demográfica de Vauda Canavese entre 1861 y 2022 |
|                                                                      |
| Fuente: ISTAT - Elaboración gráfica de Wikipedia                     |